# شم، سوئیس
شهر شم  در ایالت زوگ در کشور سوئیس واقع شده‌است که ۱۴٬۴۰۰ نفر جمعیت دارد.